# Lac Kanas
Le lac Kanas (喀納斯湖 ; pinyin : Kānàsī Hú) est un lac de montagne situé dans la bordure méridionale de la chaîne de l'Altaï, aux confins de la taïga sibérienne, dans la région autonome ouïghoure du Xinjiang, en Chine. Son nom, d'origine mongole, signifie « contrée fertile et mystérieuse ». Il est parfois appelé « palette de Dieu » en raison de la multiplicité et de la beauté de ses couleurs.

## Géographie
Situé dans une vallée d'origine glaciaire, il affecte la forme d'un croissant de 24 km de longueur du nord au sud, pour une largeur moyenne de 1,9 km. Il atteint une profondeur maximum de 188 m, ce qui en fait le lac d'eau douce le plus profond de Chine. Sa superficie est de 44,78 km², et son altitude de 1 374 m.
Il est entouré d'une réserve naturelle de 5 588 km2, dont l'agrandissement est en projet.

## Population
Le peuple tuwa, d'origine ethnique mongole, habite dans la région depuis au moins quatre siècles, vivant de l'élevage nomade et de la chasse. La population actuelle, d'environ 2 000 personnes, est principalement installée dans les villages de Tuwa, Hemu et Baihaba. Ils sont souvent désignés sous les noms de « Tribu dans les nuages » et « Habitants de la forêt ».

## Flore et faune
La végétation est principalement constituée de prairies et de forêts de conifères caractéristiques de la taïga, comme le mélèze de Sibérie (Larix sibirica), l'épicéa de Sibérie (Picea obovata), le pin de Sibérie (Pinus sibirica) ou le sapin de Sibérie (Abies sibirica).
La réserve naturelle abrite notamment le léopard des neiges (Panthera unica), le lynx (Lynx lynx), le cerf (Cervus elaphus), la zibeline (Martes zibellina), le bouquetin (Capra ibex), le mouflon (Ovis ammon), le lièvre arctique (Lepus timidus), et, parmi les oiseaux les plus caractéristiques, diverses espèces de la famille des tétraonidés comme le tétras lyre (Tetrao tetrix) ou la gélinotte des bois (Bonasa bonasia).
Comme pour le loch Ness en Écosse, certains prétendent qu'un animal monstrueux, appelé localement gwaiwu, y aurait élu domicile.